# Hälssen & Lyon

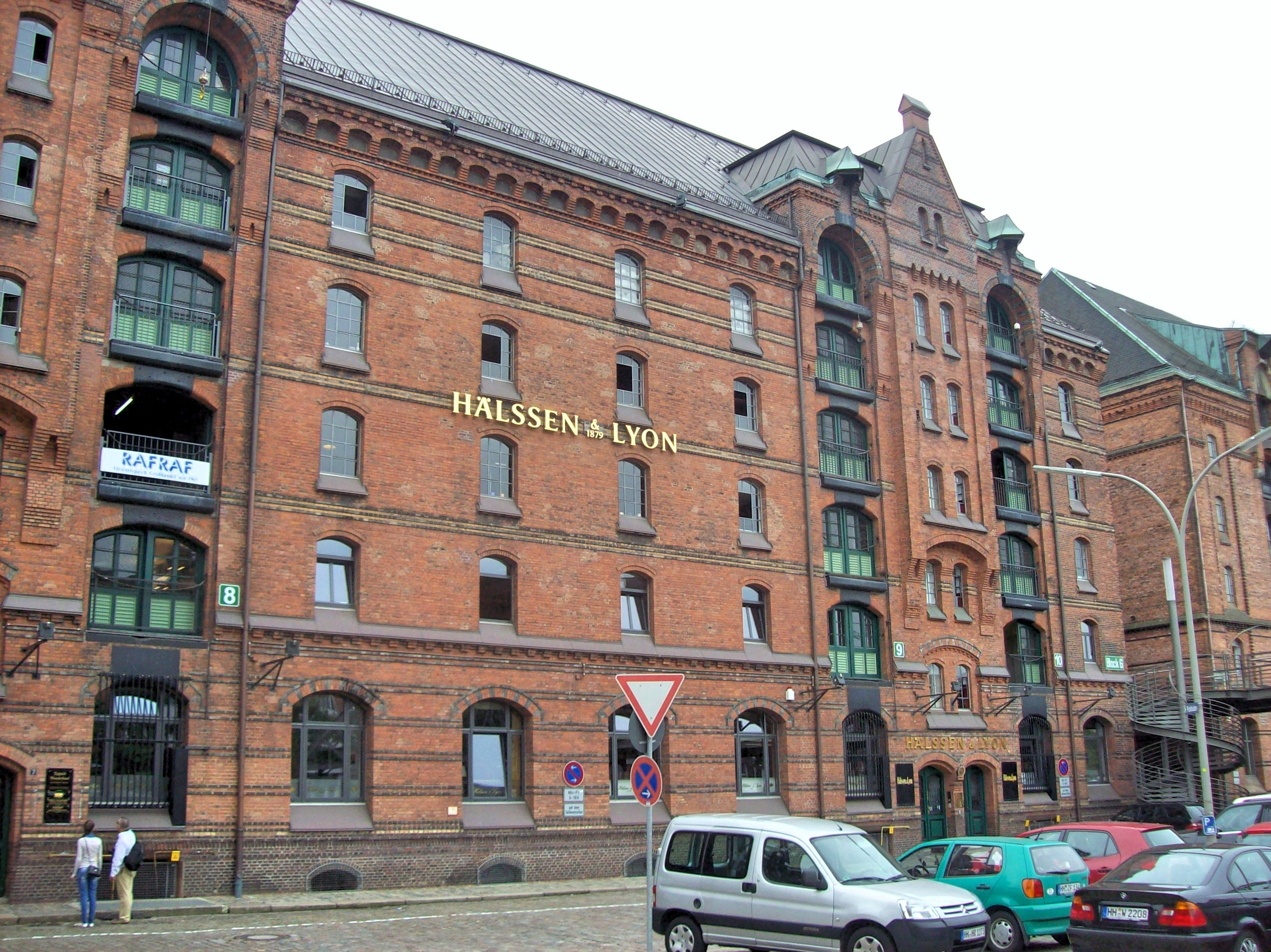
Firmensitz in der Speicherstadt

Hälssen & Lyon GmbH (H & L) ist ein Hamburger Familienunternehmen, das 1879 gegründet wurde. Es handelt mit Tee und Teespezialitäten aus aller Welt sowie teeähnlichen Produkten wie Kräutern und Früchten, die auch veredelt, aromatisiert und gepackt werden. Seit 1887 ist ein Speicher in der Hamburger Speicherstadt der Hauptsitz der Firma. Die Rohwaren werden am Standort Hamburg-Allermöhe gelagert und verarbeitet. 

## Geschichte
1879 von wurde die Firma H & L von Gustav Vincent Hälssen und Alfred Moritz Lyon gegründet. Die Firma ist seit 1916 – in der 4. Generation – in Familienbesitz. 1917 wurde der deutsche Teeverband unter Mitwirkung des Gesellschafters Johann Carl Ferdinand Ellerbrock gegründet. 1935 führte das Unternehmen den weltweit ersten koffeinfreien Tee ein. 1995 erwarb H & L die Tee-Packerei Schmidt & Partner und erweiterte damit sein Dienstleistungsangebot. Im gleichen Jahr wurde das Hochregallager sowie der Produktionsbetrieb in Hamburg-Allermöhe bezogen. 2003 brachte H & L den Pyramidenteebeutel für feine Blatt-Tees auf den Markt. 2005 wurde die Haelssen & Lyon North America Corp. in New York gegründet. 2013 wurde die tbottlers GmbH zur Abfüllung und Produktion von Getränken und Sirups gegründet. 2015 wurde in Hamburg-Allermöhe die neueste Lagerhalle in Betrieb genommen, welche mit 30.000 Paletten-Stellplätzen eine Lagerkapazität von 25.000 Tonnen zur Verfügung stellt.

## Rezeption
Das Hamburger Abendblatt beschrieb im Jahr 2010 Hamburg als „die Teehauptstadt Europas“ und erwähnte, dass H&L, eines der ältesten Unternehmen der Stadt, einen speziellen Teebecher zum Mitnehmen entwickelt habe, um Tee für jüngere Verbraucher interessanter zu machen.
Eine gemeinsame Werbeaktion von H&L und dem Künstler Sven Helbig erregte 2022 Aufmerksamkeit, als unter dem Motto „Transformation und Vergänglichkeit“ eine Violine des Künstlers mit Hilfe des Mycels des Reishi-Pilzes innerhalb von acht Monaten weitgehend in einen Pilz umgewandelt wurde. Dieser wertvolle Genuss- und Heilpilz wurde von H & L in einer limitierten Reishi-Teemischung angeboten.

## Portfolio
Neben Tees gehören auch Instantprodukte, entkoffeinierte Tees und Eistees zum Portfolio von H&L. Das B2B-Unternehmen bietet alle Stufen der Wertschöpfung für den Produktbereich Tee an: von der Beschaffung, Weiterverarbeitung und Veredelung bis hin zur Verpackung sowie Auslieferung. Die Rohwaren werden von H&L aus der gesamten Welt bezogen. Die Kunden von Hälssen & Lyon sind Teemarken, Private-Label-Kunden, Fachhändler sowie Kunden aus der Getränkeindustrie und der Food-Service-Branche.

## Einzelbelege
1. 1 2  Konzernabschluss der Hälssen & Lyon GmbH zum Geschäftsjahr vom 01.07.2021 bis zum 30.06.2022, eingesehen auf bundesanzeiger.de
2. ↑  Historie. In: haelssen-lyon.de.
3. ↑  Kathrin Fichtel: "Hamburg ist die Tee-Hauptstadt Europas". In: abendblatt.de. 4. Juni 2010, abgerufen am 22. März 2024.
4. ↑  Claudia Bayer: Hälssen & Lyon züchten Tee auf einer Violine. In: meedia.de. 10. Februar 2022, abgerufen am 22. März 2024.